# Josef Reichert
Pour les articles homonymes, voir Reichert.
Josef Reichert (12 décembre 1891 à Burgfeld — 15 mars 1970 à Gauting) est un Generalleutnant allemand au sein de la Heer dans la Wehrmacht pendant la Seconde Guerre mondiale.
Il a été récipiendaire de la Croix de chevalier de la Croix de fer. Cette décoration est attribuée en reconnaissance d'un acte d'une extrême bravoure ou d'un succès de commandement important du point de vue militaire.

## Biographie
Josef Reichert est le fils du messager présidentiel Friedrich Reichert et de son épouse Marie, née Rehrl. Après son baccalauréat, il s'engage le 30 juillet 1910 dans l'armée bavaroise en tant que porte-drapeau. Il rejoint le 21e régiment d'infanterie royal bavarois (de) à Fürth.
En 1944, du 1er avril 1943 au 14 avril 1945, il commande la 711e division d'infanterie qui eut pour siège du poste de commandement le château du Quesnay à Vauville (Calvados), où il accueille le Generalfeldmarschall Erwin Rommel le 16 janvier 1944.

## Décorations
- Croix de fer (1914)
  - 2e Classe
  - 1re Classe
- Insigne des blessés (1914)
  - en Noir
- Croix d'honneur
- Agrafe de la Croix de fer (1939)
  - 2e Classe
  - 1re Classe
- Ordre de la couronne du Roi Zvonimir 1re Classe avec glaives
- Croix de chevalier de la Croix de fer
  - Croix de chevalier le 9 décembre 1944 en tant que Generalleutnant et commandant de la 711. Infanterie-Division[1]